# Vivès
Vivès (în catalană Vivers) este o comună în departamentul Pyrénées-Orientales din sudul Franței. În 2009 avea o populație de 167 de locuitori.

## Evoluția populației
| An        | 1975 | 1982 | 1990 | 1999 | 2006 | 2009 |
| --------- | ---- | ---- | ---- | ---- | ---- | ---- |
| Populație | 58   | 60   | 75   | 128  | 159  | 167  |